# Station St Columb Road
St Columb Road is een spoorwegstation van National Rail in St Columb Road, Restormel in Engeland. Het station is eigendom van Network Rail en wordt beheerd door Great Western Railway. Het station is een request stop, waar treinen alleen stoppen op verzoek.